# 청량중학교 (인천)
청량중학교(淸凉中學校)는 대한민국 인천광역시 연수구 동춘동에 있는 공립 중학교이다.

## 학교 연혁
- 1995년 5월 22일 : 청량중학교 착공
- 1996년 2월 14일 : 학교 설립인가
- 1996년 3월 1일 : 초대 김경자 교장 취임
- 1999년 2월 12일 : 제1회 졸업 (704명)
- 2004년 2월 24일 : 특별교사동 청솔관(4층) 준공
- 2012년 2월 29일 : 청량홀 준공
- 2014년 2월 28일 : 선진형 교과교실제 구축
- 2021년 9월 1일 : 제10대 김진옥 교장 취임
- 2024년 1월 24일 : 제26회 졸업(284명)
- 2024년 3월 4일 : 신입생 324명 입학

## 참고 자료
- 청량중학교 - 한국교육학술정보원 학교알리미